# Galeh Rud
Galeh Rūd (persiska: گله رود, Golahrūd, گُلَهرود) är en ort i Iran.   Den ligger i provinsen Zanjan, i den nordvästra delen av landet, 290 km väster om huvudstaden Teheran. Galeh Rūd ligger 1 957 meter över havet och antalet invånare är 199.
Terrängen runt Galeh Rūd är kuperad.Runt Galeh Rūd är det ganska glesbefolkat, med 47 invånare per kvadratkilometer. Närmaste större samhälle är Zanjan, 15,9 km söder om Galeh Rūd. Trakten runt Galeh Rūd består i huvudsak av gräsmarker.